# Bloc des alternances pour le renouveau, l'intégration et la coopération africaine
Le Bloc des alternances pour le renouveau, l'intégration et la coopération africaine (Barica) est un parti politique malien, créé en 2004. Présidé à sa création par Mamadou Sinayoko dit Gaucher, il est essentiellement implanté dans le Cercle de Bougouni.

## Historique
Le Barica a été créé le 12 octobre 2004 par Mamadou Sinayoko dit Gaucher, un dissident du Bloc des alternatives pour le renouveau africain (Bara).
En 2007, Le Barica soutient la candidature du président sortant Amadou Toumani Touré à l'élection présidentielle. Aux élections législatives qui suivent, le Barica obtient deux députés, dont Mamadou Sinayoko dit Gaucher qui décède le 16 novembre 2008 et dont le siège est conquis par le candidat de l’Adema-Pasj lors d’une élection partielle. Le second député, Soungalo Togola a rejoint l’Adema-Pasj en 2009.

## Résultats électoraux
| Année | Élection                           | Scores et observations                          |
| 2007  | Élection des conseillers nationaux | Pas d’élu                                       |
| 2007  | Élection présidentielle            | A soutenu la candidature d’Amadou Toumani Touré |
| 2007  | Élections législatives             | 2 députés                                       |
| 2009  | Élections communales               | 31 conseillers                                  |